# Аббатство Сент-Джозеф
Аббатство Сент-Джозеф (англ. Saint Joseph's Abbey), также известное как аббатство Спенсер — траппистское аббатство в Спенсере, округ Вустер, штат Массачусетс, США. Аббатство является частью Ордена цистерцианцев строгого соблюдения.

## История
Аббатство было основано в 1950 г. 80 монахами-траппистами, покинувшими предыдущий монастырь в Камберленде, Род-Айленд, который был сильно повреждён в результате пожара 1950 года. В Спенсере монахи заняли ферму Alta Crest, которая стала основой будущего монастыря. Начата реконструкция фермерских построек под нужды монашеского братства.
Первым аббатом стал Эдмонд Футерер, который взял на свои плечи задачу по созданию и укреплению нового аббатства. В первые годы после основания аббатство быстро разрастается. 19 марта 1952 г. был заложен первый камень для строительства монастырской церкви, а 15 августа 1953 г. в новом храме отслужили первую мессу. Число монахов также увеличилось до 156 в 1957 г. Монастырь стал родоначальником новой монашеской общности в США и Южной Америке. Так, в 1958 г. 35 монахов покинули Спенсер и основали новый монастырь, посвящённый Святому Бенедикту, в Сноумассе, штат Колорадо. В том же году аббатство основывает монастырь «Нуэстра Сеньора де Лос Анджелес» в Азуле, провинция Буенос-Айрес, Аргентина, а в 1960 г. — «Нуэстра Сеньора де ла Дехеса» в окрестностях Сантьяго-де-Чили, Чили, в новые обители которого также переехала часть монахов Спенсера.
В 1961 г. аббатом был избран Томас Китинг, один из идеологов т. н. «созерцательного молитвенного движения» и занимал пост до 1981 г. Следующим аббатом был Паскаль Скутецки — с 1981 по 1984 г. Августин Робертс стал четвёртым аббатом с в июне 1984 г. Сейчас аббатом является Дамиан Карр, избранный в июне 1996 г.
Аббатство имеет успешную монастырскую ферму, благодаря которой и кормится. В 1954 году монахи начали готовить сладости из фруктов, выращенных в монастырском саду. После первых успешных продаж продукта, монахи начали готовить различные виды варенья и джемов, которые приносят около половины дохода аббатства. Эти продукты продаются под торговой маркой Trappist Preserves и реализуются в супермаркетах США, в основном в районе Новой Англии. В 2005 г. монастырское производство превышает 1,7 млн консервных банок в год 26 разновидностей, ежедневно перерабатывается полтонны фруктов.
В 2013 г. аббатство начинает строительство монастырской пивоварни. Она выпускает первое американское траппистское пиво Spencer Trappist, разработанное в тесном сотрудничестве с монахами аббатства Шиме.
Сегодня аббатство является действующим католическим монастырём и открыто для посещения, за исключением монашеского корпуса.